# Leptophatnus crococephalus
Leptophatnus crococephalus är en stekelart som först beskrevs av Tosquinet 1896.  Leptophatnus crococephalus ingår i släktet Leptophatnus och familjen brokparasitsteklar. Utöver nominatformen finns också underarten L. c. rubricaput.